# 杜县
杜县，中国旧县名。在今陕西省西安市境。
古为杜伯国。秦武公十一年（前687年），初县杜、郑，与此前一年设置的邽县、冀县，是中国最早有记载的县。属内史。西汉元康元年（前65年），修杜陵，改杜陵县。